# Вареевская волость
Варе́евская во́лость — нижняя административно-территориальная единица в составе Шуйского уезда Иваново-Вознесенской губернии РСФСР (1921—1924), Вязниковского уезда Владимирской губернии (до 1921 года) Российской империи и РСФСР. Волостной центр — село Паново.
Ныне территория Палехского и
Южского районов Ивановской области России.
Упразднена в 1924 году.

## История
Волость названа по селу Вареево.
К началу XX века Вареево передало свои административные функции придорожной деревне Паново.
В 1921 году в состав вновь образованного Иваново-Вознесенского уезда переданы из Вязниковского уезда Вареевская, Груздевская, Мугреевская, Палехская и Южская волости.
В 1924 году произведено укрупнение волостей.

## Состав
По данным на 1913 год входили 37 населённых пунктов
- Бакланово
- Бокари
- Большие Зимницы[2]
- Бражново
- Вареево
- Выставка
- Гари
- Городилово
- Григорово
- Добрячиха
- Дубоколиха
- Заболотное (Петрово)
- Казаково
- Каменово = Каменново?
- Константиное (Новая)
- Курилиха
- Линёво
- Малые Зимницы
- Марыгино
- Мелёшино
- Мясниково
- Нагорные Зимницы
- Назарьево
- Никитино
- Окульцево
- Паново
- Паново — волостной центр
- Пеньки
- Пестово
- Погиблово
- Починок
- Приволье (ныне Привалье)
- Ратово
- Соймищи (ныне Соймицы)
- Ульяниха
- Щихары
- Юркино